# 死亡使者
死亡使者是曾经在一些地区传达有人去世消息的人。他们穿着朴素的黑色衣服，挨家挨户地传达着这样的信息：“你被要求在某日某式参加死者的葬礼。” 这是他们所能说的全部，并且在说完这段话后立即前往下一间房子。这种传统在一些地区一直延续到19世纪中叶。